# Kamień belgijski

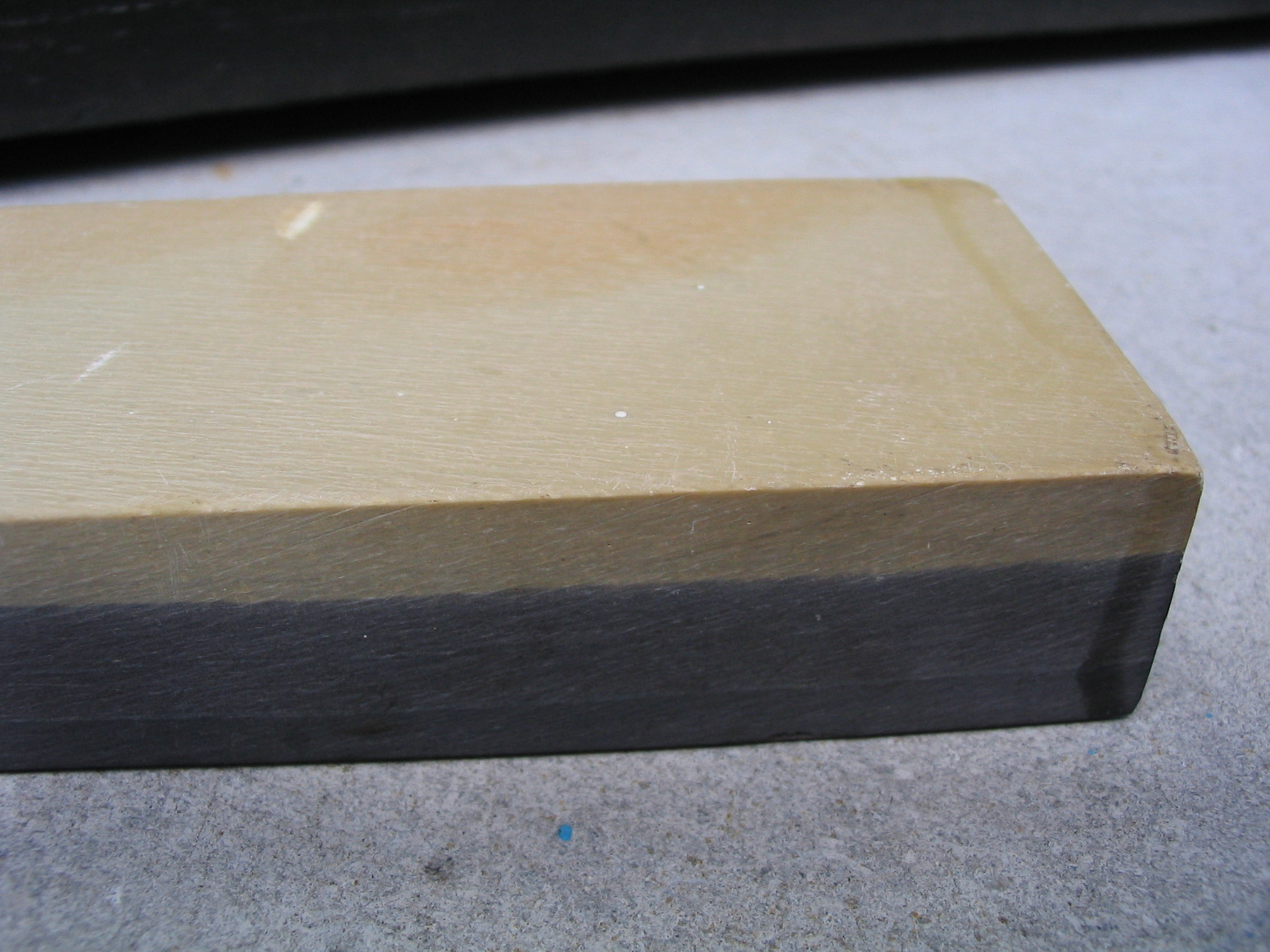
Dwustronny kamień coticule z Vielsalm w Belgii

Kamień belgijski (inaczej biolit) – kamień stosowany do ostrzenia narzędzi, głównie brzytew i dłut rzeźbiarskich. Zawiera kwarcyty, spełniające funkcję ścierną, rozłożone w jednorodny sposób.